# 1963年の航空
< 1963年
1962年の航空 - 1963年の航空 - 1964年の航空

## 航空に関する出来事
- 1月2日 - ベトナム共和国（南ベトナム）政府軍と南ベトナム解放民族戦線軍との間でアプバクの戦いが行われた。解放戦線はヘリボーン作戦を待ち伏せし攻撃を行った。ヘリを集中的に攻撃、5機が撃墜され、9機が損害を受けた。
- 1月2日 - エアロコマンダー 1121 ジェット・コマンダーが初飛行した。1968年に製造権イスラエル・エアロスペース・インダストリーズに売却されIAI ウェストウィンドとして20年間製造された。
- 1月7日 - ソビエト連邦の航空会社アエロフロートがモスクワとキューバのハバナとの間の直行便を開設した。
- 1月9日 - ソビエト連邦の試作垂直離着陸機（VTOL機）、Yak-36がホバリングに成功した。
- 1月30日 - ヘリコプターの最高速度の向上を目指す、新しいローターシステムのテストために試作された西ドイツのヘリコプター、ベルコウ Bo 46が初飛行した。ボーイング727

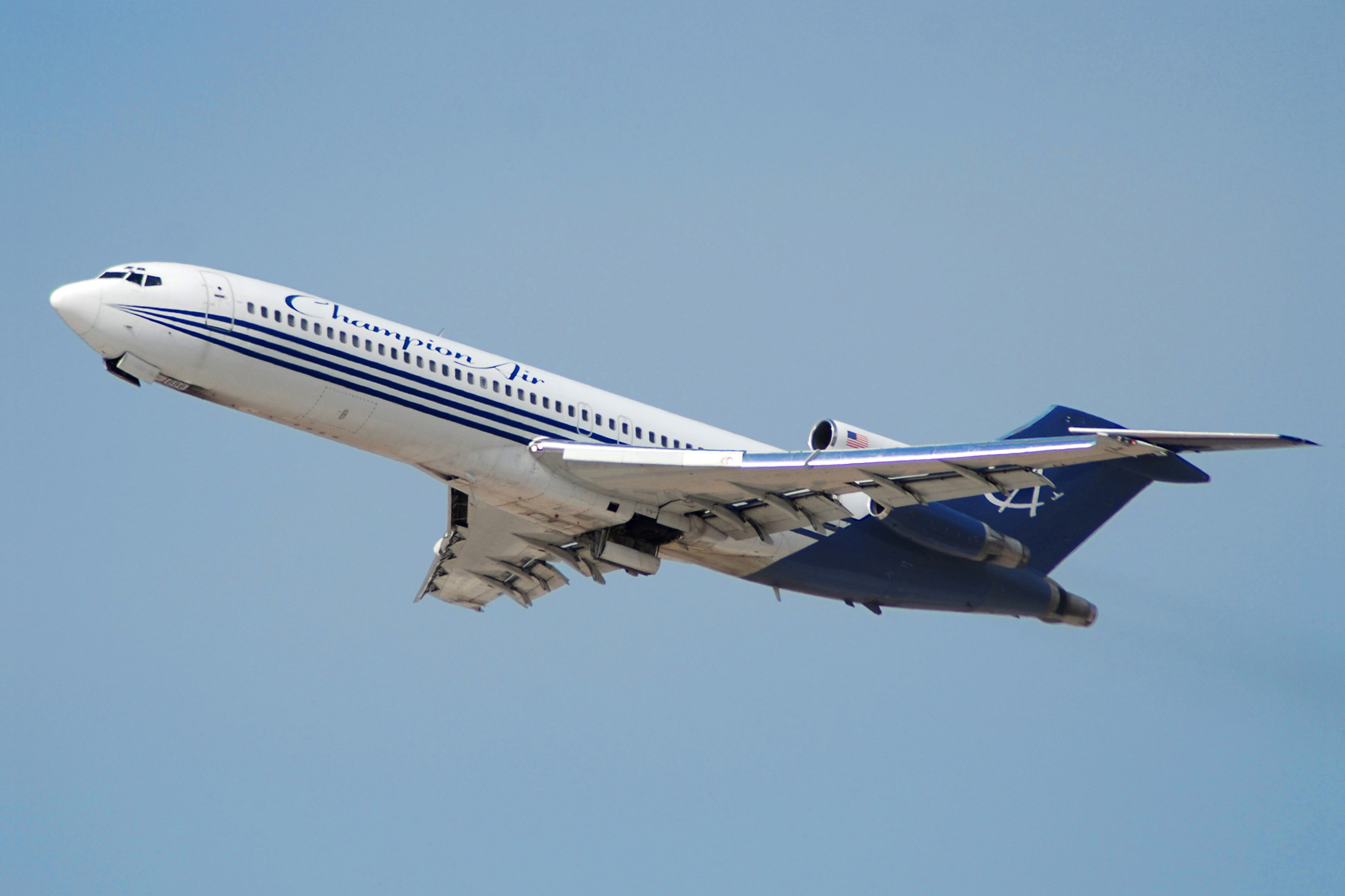
ボーイング727

- 2月9日 - アメリカの旅客機、ボーイング727が初飛行した。
- 2月25日 - フランスとドイツが共同開発した軍用輸送機、C-160 トランザールが初飛行した。
- 3月5日 - 航空自衛隊のF104を装備した最初の飛行隊、第201飛行隊が千歳基地で編成された。
- 3月18日：フランスの垂直離着陸実験機、バルザック Vが、機垂直離陸からの水平飛行への遷移飛行を成功させた。
- 4月18日 - アメリカ航空宇宙局がダグラスWB-66Dを改装して、層流制御の実験に用いた実験機、X-21が初飛行した。
- 4月21日 - 前進翼のビジネスジェット、HFB 320 ハンザジェットが初飛行した。
- 5月1日 - アメリカの女性パイロット、ジャクリーン・コクランがF-104G スターファイターで100kmのコースを平均速度、1,937km/hで飛行し、女性の速度記録を樹立した。
- 5月15日〜16日 - アメリカのマーキュリー計画の最後の宇宙飛行が行われ、ゴードン・クーパーの搭乗したフェイス7号が34時間19分の飛行を行なった。
- 6月14日〜19日 - ロシアの宇宙飛行士ヴァレリー・ブィコフスキーがボストーク5号で最長飛行の記録を樹立した。
- 6月16日〜19日 - ワレンチナ・テレシコワがボストーク6号で飛行し、最初の女性の宇宙飛行を行った。
- 6月27日 - アメリカ合衆国のロバート・ラッシュウォースがX-15で高度28.5万フィートを超える飛行を行った。
- 7月19日 - ジョセフ・ウォーカーがX-15Aで106,000mの高高度飛行記録を樹立した。
- 7月26日 - 最初の静止衛星、シンコム2号が打ち上げられた。

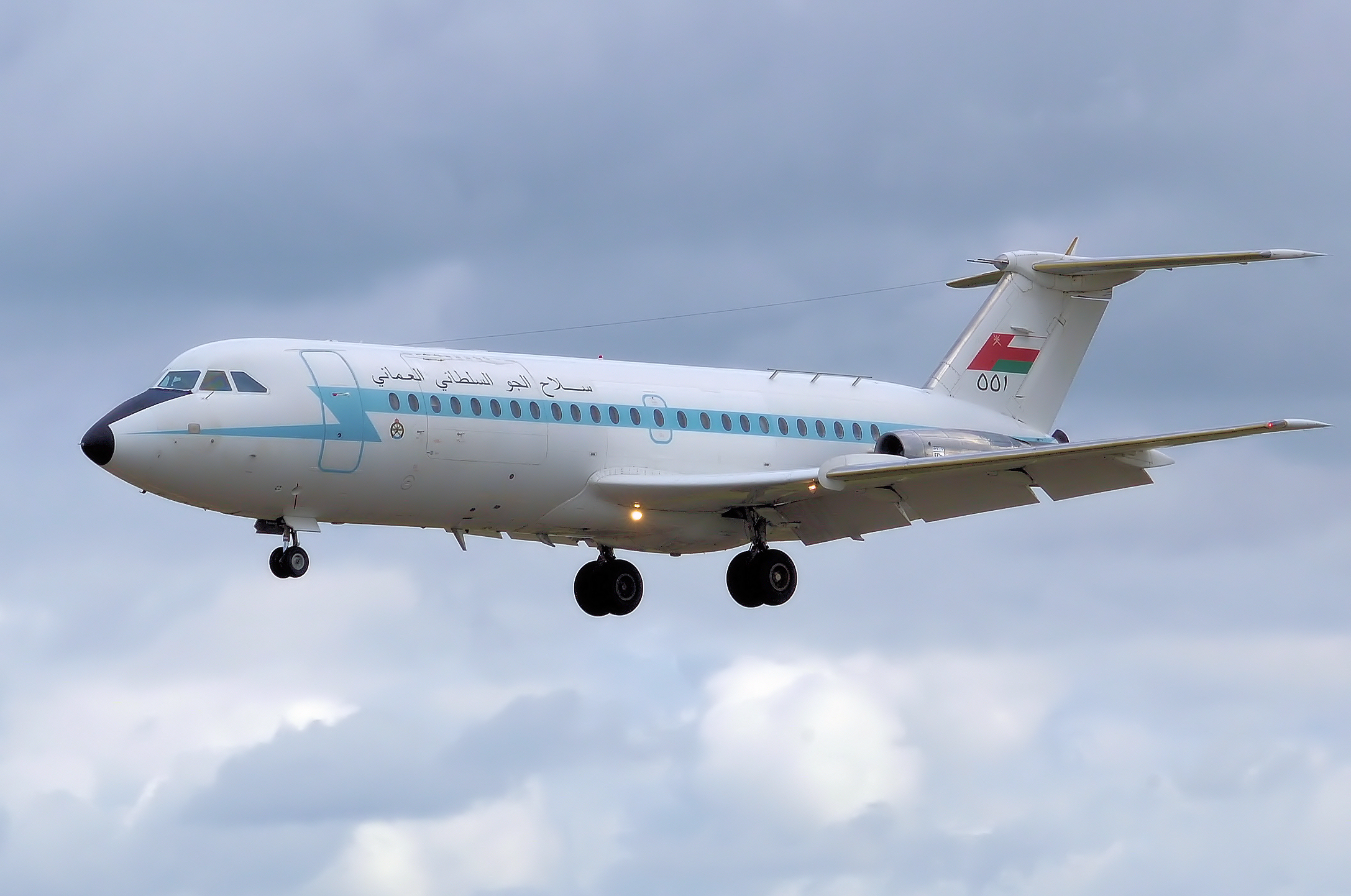
BAC 1-11

- 8月20日 - イギリスの旅客機のBAC 1-11が初飛行した。
- 8月22日 - ジョセフ・ウォーカーがX-15Aで107,960mの高高度飛行を行い記録を更新いた。
- 12月6日 - パイパーPA-32チェロキーが初飛行した。
- 12月10日 - 宇宙偵察機X-20ダイナ・ソア計画が中止された。
- 12月15日 - ヨルダンの航空会社、アリア（後のロイヤル・ヨルダン航空）が創立された。
- 12月17日 - 軍用輸送機、ロッキードC-141 スターリフターの原型機が初飛行した。
- 12月21日 - イギリスの軍用輸送機、ホーカー・シドレー アンドーバーが初飛行した。

## 1963年に初飛行した機体の画像

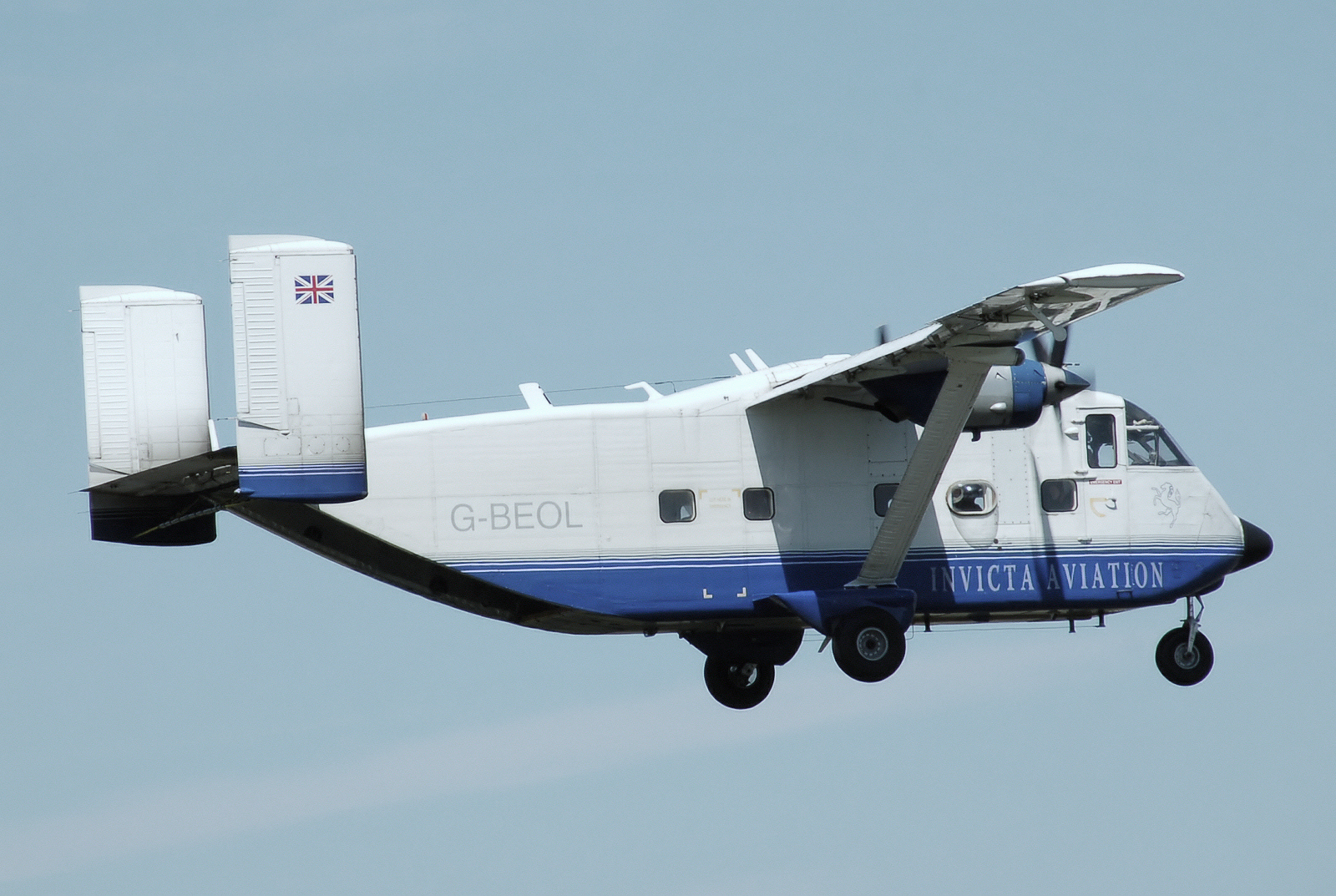
ショート スカイバン （1月17日）
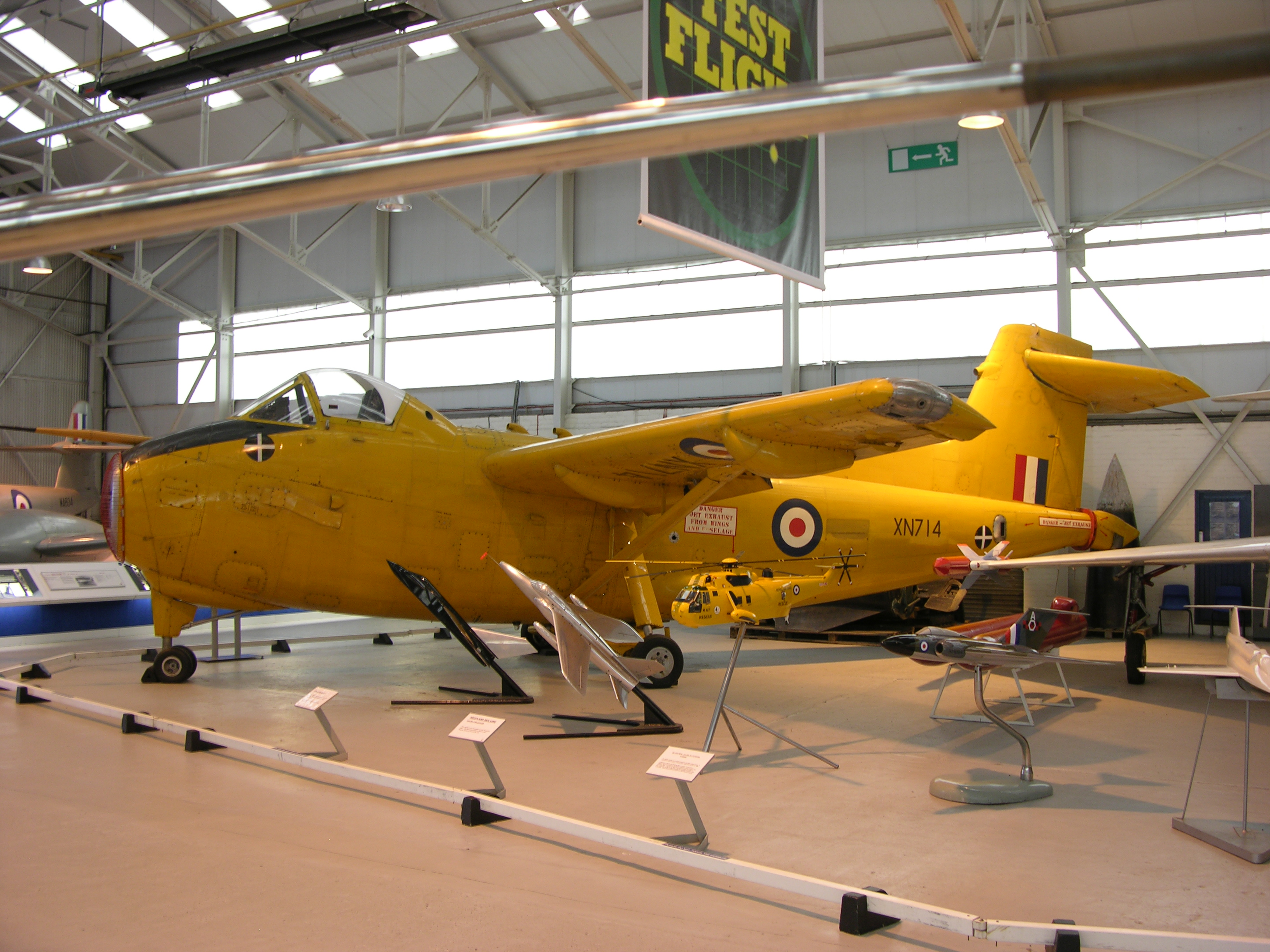
ハンティング H.126 （3月26日）
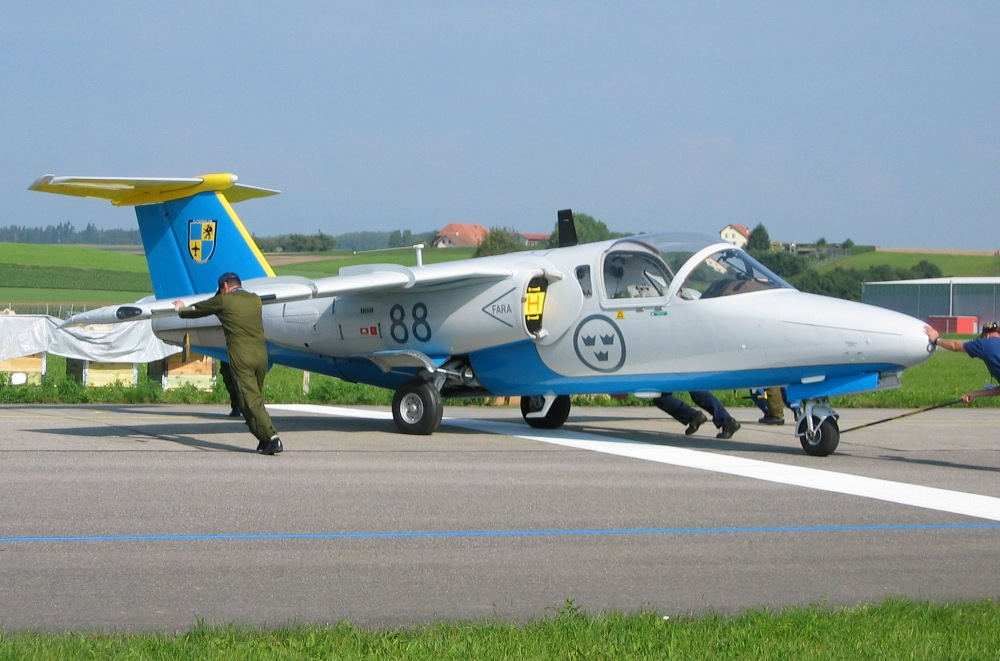
サーブ 105 （6月29日）

## 航空に関する賞の受賞者
- フランス飛行クラブ大賞（Grande Médaille de l'Aéro-Club de France ）：ジャクリーヌ・オリオール
- ハーモン・トロフィー： ゴードン・クーパー、ベティ・ミラー
- デラボー賞：ヴァレリー・ブィコフスキー (USSR)
- FAI・ゴールド・エア・メダル：ジャクリーヌ・オリオール
- イギリス飛行クラブ金賞：ジェフリー・デハビランド